# Johann Gottfried Bernhard Bach
Johann Gottfried Bernhard Bach (* 11. Mai 1715 in Weimar; † 27. Mai 1739 in Jena) war ein deutscher Organist. Er war der dritte Sohn von Johann Sebastian Bach und Maria Barbara Bach.

## Leben

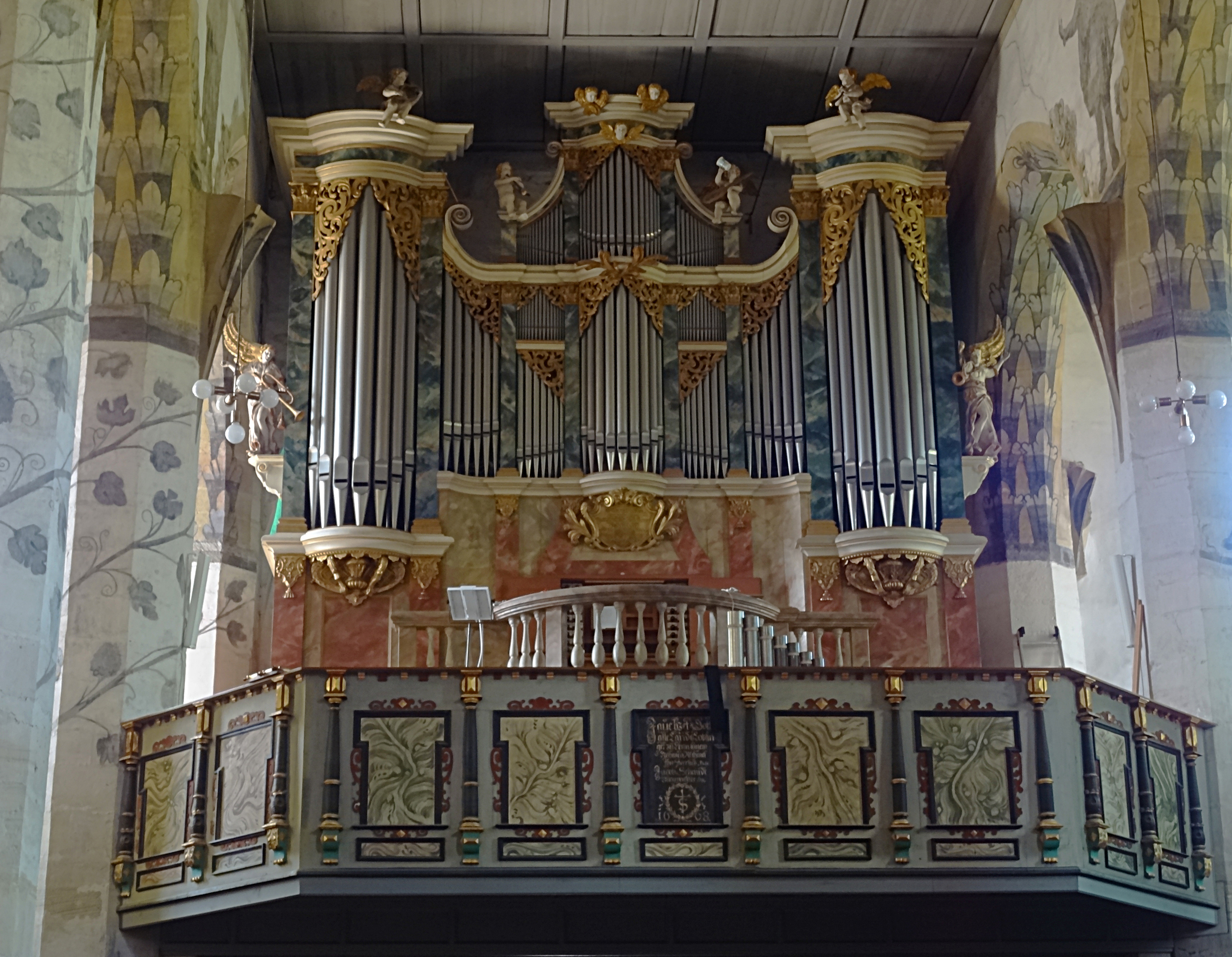
Zacharias-Hildebrandt-Orgel (1728) in Sangerhausen, an der Gottfried Bernhard Bach Organist war

Johann Gottfried Bernhard Bach kam mit seinem Vater Johann Sebastian, der Stiefmutter Anna Magdalena sowie den Geschwistern Catharina Dorothea, Wilhelm Friedemann und Carl Philipp Emanuel Bach 1723 nach Leipzig. Er besuchte wie seine älteren Brüder die Thomasschule zu Leipzig. Die musikalische Ausbildung erhielt er von seinem Vater. Nach dem Tod des Organisten der Marienkirche in Mühlhausen setzte sich Bach in einem erfolgreichen Probespiel gegen vier Mitbewerber durch und übernahm 1735/1736 die Stelle. In einem Empfehlungsschreiben vom 2. Mai 1735 an Tobias Rothschier hatte Vater Bach seinem Sohn ein positives Zeugnis ausgestellt: „Nachdem nun mein jüngster Sohn Johann Gottfried Bernhard Bach sich zeither so habil in der Music gemachet, daß ich gewiß dafür halte wie er zu bestreitung dieses vacant gewordenen Stadt Organisten Dienstes vollkommen geschickt und vermögend sey.“
Nach anderthalb Jahren in Mühlhausen erfolgte am 14. Januar 1737 Johann Gottfried Bernhard Bachs Ernennung zum Stadtorganisten an der Jakobikirche in Sangerhausen, wo er 1737/1738 für ein gutes Jahr angestellt war. Sein Vater hatte sich 1702 als Siebzehnjähriger erfolglos um diese Stelle beworben. Von dort verschwand Johann Gottfried unter Hinterlassung von Schulden. Der ratlose Magistrat der Stadt ließ schließlich bei dem Vater anfragen, ob er den Aufenthaltsort des Sohnes kenne. In zwei Briefen vom Mai 1738 äußerte sich der bestürzte und enttäuschte Vater und wies darauf hin, dass er schon einmal die Schulden seines Sohnes beglichen (die vermutlich auch dessen Abschied von der Mühlhausener Organistenstelle verursachten) und ihm ins Gewissen geredet habe:

„Mit was Schmerzen und Wehmuth aber diese Antwort abfaße, können Eu: HochEdlen von selbsten als ein Liebreich- und wohlmeynender Vater Dero Liebsten Ehe-Pfänder beurtheilen. Meinen (leider mißrathenen) Sohn habe ich seit vorm Jahre […] nicht mehr gesehen. Eu: HochEdlen ist auch nicht unwißend, daß damahln vor selbigen nicht alleine den Tisch, sondern auch den Mühlhäuser Wechsel (so seinen Auszug vermuthlich damahlen causierete) richtig bezahlet, sondern auch noch einige Ducaten zu Tilgung einiger Schulden zurück ließ, in Meynung nunmehro ein ander genus vitae zu ergreifen. Ich muß aber mit äußerster Bestürtzung abermahligst vernehmen, daß er wieder hie und da aufgeborget, seine LebensArth nicht im geringsten geändert, sondern sich gar absentieret und mir nicht den geringsten part seines Aufenthalts biß dato wißend gemacht. Waß soll ich mehr sagen, oder thun? Da keine Vermahnung, ja gar keine liebreiche Vorsorge und assistence mehr zureichen will, so muß mein Creütz in Geduld tragen …“

Die Briefe gehören zu den persönlichsten Dokumenten, die von Johann Sebastian Bach überliefert sind.
Johann Gottfried Bernhard Bach ging im darauffolgenden Jahr nach Jena, wo er sich als Student der Rechte an der Universität immatrikulierte und Kontakt zu seinem Onkel Johann Nikolaus Bach aufnahm. Dort starb er mit 24 Jahren am „hitzigen Fieber“. Von ihm ist „keine einzige Note der Nachwelt überliefert“.